# Admission (film)
Pour les articles homonymes, voir Admission.
Pour plus de détails, voir Fiche technique et Distribution.
Admission est une comédie américaine coproduite et réalisée par Paul Weitz sorti en 2013.

## Synopsis
Le directeur d'une ferme expérimentale (Rudd) convainc la responsable des admissions à l'université de Princeton (Fey) d'intégrer l'un de ses protégés (Wolff).

## Fiche technique
- Titre original : Admission
- Titre québécois : Admission
- Réalisation : Paul Weitz
- Scénario : Karen Croner d'après le roman de Jean Hanff Korelitz
- Direction artistique : Chris L. Spellman
- Décors :
- Costumes : Aude Bronson-Howard
- Photographie : Declan Quinn
- Son : Ron Bochar
- Montage : Joan Sobel
- Musique : Stephen Trask
- Production : Kerry Kohansky, Andrew Miano et Paul Weitz
- Société(s) de production : Depth of Field
- Société(s) de distribution :  Focus Features
- Budget : 13 000 000 $[1]
- Pays de production :  États-Unis
- Langue : Anglais
- Format : Couleur - 35 mm - 2,35:1 - Son Dolby numérique
- Genre : Comédie
- Durée : 108 minutes
- Dates de sortie :
  - États-Unis : 22 mars 2013
  - France : 7 octobre 2014 (DVD et Blu-ray)[2]

## Distribution
- Paul Rudd (V. F. : Cédric Dumond ; V. Q. : Martin Watier) : John Halsey
- Michael Sheen (V. F. : Éric Legrand ; V. Q. : François Godin) : Mark
- Tina Fey (V. Q. : Mélanie Laberge) : Portia Nathan
- Wallace Shawn (V. F. : Patrice Dozier ; V. Q. : Jacques Lavallée) : Clarence
- Sonya Walger : Helen
- Lily Tomlin (V. F. : Julie Carli ; V. Q. : Claudine Chatel) : Susannah
- Gloria Reuben (V. Q. : Hélène Mondoux) : Corrinne
- Nat Wolff (V. Q. : Xavier Dolan) : Jeremiah Balakian
- Olek Krupa (V. Q. : Jean-Marie Moncelet) : Polokov
- Michael Genadry (V. F. : Jean Rieffel) : Ben
- Travaris Spears (V. Q. : Nicolas DePassillé-Scott) : Nelson
- Tina Benko : Andrea
- Brian d'Arcy James

Source et légende : Version française (V. F.) ; Version québécoise (V. Q.) sur Doublage.qc.ca

## Box-office
Tourné avec un budget de 13 millions de dollars, Admission fait une carrière assez décevante en salles aux États-Unis, avec seulement 18 007 317 de dollars de recettes engrangées au bout de onze semaines à l'affiche.

## Réception critique
Le long-métrage rencontre dès sa sortie en salles un accueil critique mitigé, obtenant 38% d'avis positifs sur le site Rotten Tomatoes, sur la base de 145 commentaires collectés et une note moyenne de 5.5⁄10 et un score moyen (« metascore ») de 48⁄100 sur le site Metacritic, basé sur 39 commentaires collectés.